# Собир, Бозор
Бозор Собир (20 ноября 1938, Файзабадский район — 1 мая 2018, Сиэтл) — таджикский поэт.

## Биография
Родился 20 ноября 1938 года в Суфиён, входившем в Файзабадский район. Детство поэта прошло в расположенном в Гиссаре интернате.
В 1962 году окончил филологический факультет Таджикского государственного университета. Затем работал в Союзе писателей Таджикистана. В 1972 году выпустил первый сборник стихов. Пик популярности пришёлся на 1970-80-е годы. Принимал участие в национальном таджикском движении. В конце 1980-х годов вступил в демократическую партию.
В 1990 году был избран депутатом Верховного совета Таджикистана, покинул пост по собственному желанию.
Весной 1993 года был обвинён в антиправительственной деятельности и арестован. В конце того же года был освобождён после протеста ряда правозащитных организаций. После освобождения покинул Таджикистан, переехав в Россию, затем уехал в США. Там получил американское гражданство. В 2003 и 2011 годах посещал Таджикистан.
В 1996 году президент Таджикистана Эмомали Рахмон подписал указ о помиловании ряда лиц, ранее обвинённых в антиправительственной деятельности, в том числе Бозора Собира.
В 2013 году поэт вернулся в Таджикистан. Власти организовали торжественную встречу в аэропорту. После возвращения занимался общественной деятельностью. Накануне президентских выборов призвал объединиться вокруг Эмомали Рахмона, посвятил ему стихотворение, призывал запретить Партию исламского возрождения Таджикистана.
В 2018 году в связи с ухудшением здоровья вылетел в США для лечения.
1 мая 2018 года скончался в клинике Сиэтла, похоронен на кладбище «Лучоб» в Душанбе.

## Награды и премии
- Народный поэт Таджикистана[1][2];
- Государственная премия Таджикистана имени Абуабдулло Рудаки[1][2];
- Орден «Звезда Президента Таджикистана» 3 степени (2013)[1][2];